# Tjekker
Tjekker er et vestslavisk folkeslag med tjekkisk som modersmål. De bor for størstedelens vedkommende i Tjekkiet.
| Folkeslag | Spire Denne artikel om folkeslag eller etnografi er en spire som bør udbygges. Du er velkommen til at hjælpe Wikipedia ved at udvide den. |